# Argentina aliceae
Argentina aliceae és una espècie de peix pertanyent a la família dels argentínids.

## Descripció
- Pot arribar a fer 15 cm de llargària màxima.[5][6]

## Alimentació
Menja crustacis petits.

## Depredadors
Al Perú és depredat per Merluccius gayi peruanus.

## Hàbitat
És un peix marí, demersal i de clima tropical que viu entre 97 i 300 m de fondària (normalment, entre 100 i 160).

## Distribució geogràfica
Es troba al Pacífic oriental: des de Nicaragua fins al Perú.

## Ús comercial
És utilitzat per a elaborar farina de peix.

## Estat de conservació
No pateix grans amenaces, tot i que forma part de la pesca comercial.

## Observacions
És inofensiu per als humans.